# Chlum, Benešov
Chlum là một làng thuộc huyện Benešov, vùng Středočeský, Cộng hòa Séc.